# Rivula leuconephra
Rivula leuconephra là một loài bướm đêm trong họ Erebidae.